# Polisinodia

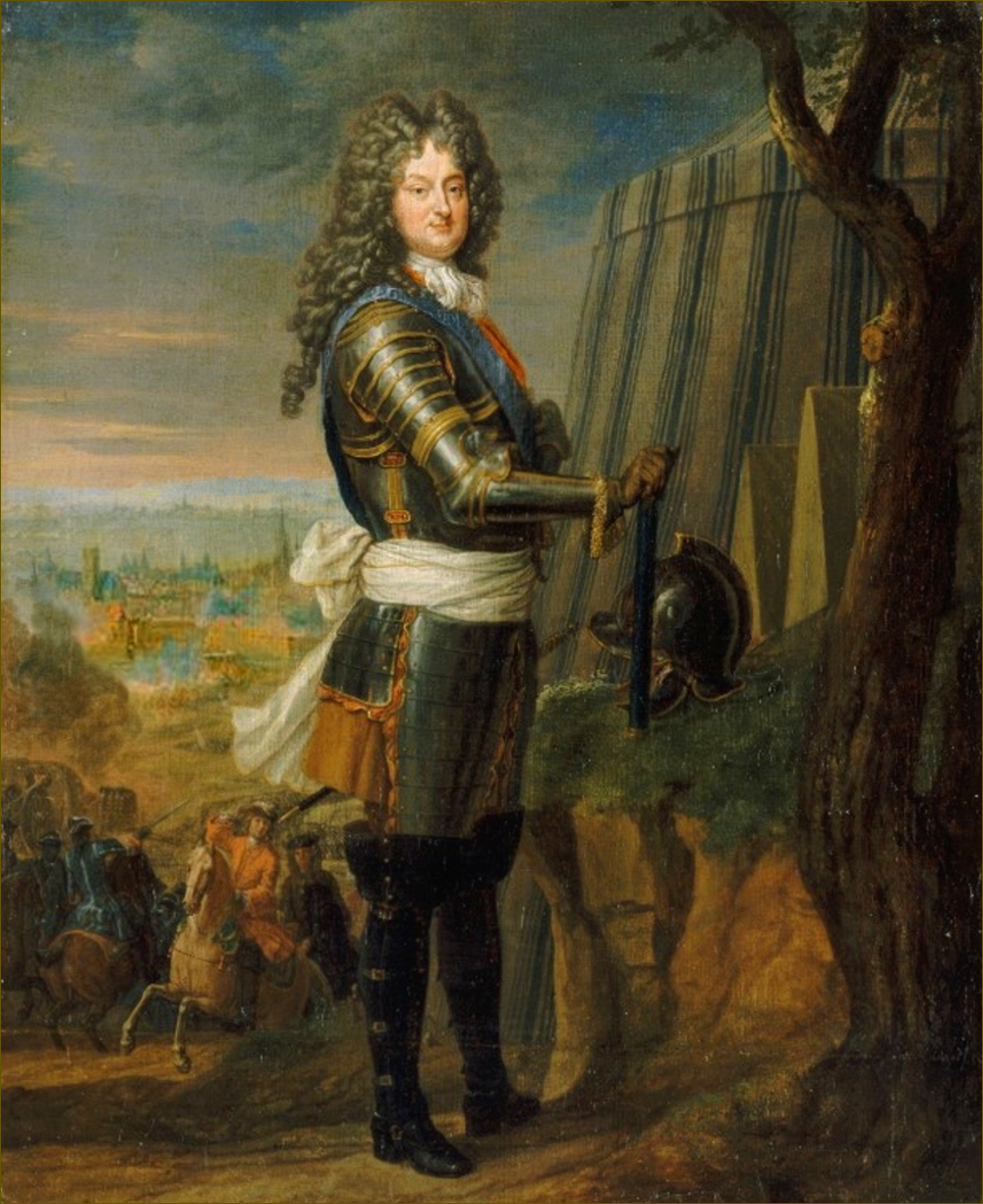
Filippo II d'Orléans nel 1717.

La polisinodia (dal greco πολύς, 'molti', e σύνοδος, 'consiglio') fu il sistema di governo in uso in Francia tra il 1715 e il 1718, in cui ogni ministro (segretario di Stato) era sostituito da un consiglio.

## Storia
Alla fine del regno di re Luigi XIV di Francia, l'aristocrazia reagì contro la concentrazione dei poteri nella persona del re e contro l'acquisizione dell'amministrazione da parte dei comuni cittadini della borghesia (che il re aveva autorizzato per indebolire l'imprevedibile aristocrazia). Un ideale aristocratico di governo emerse attorno alle personalità di Fénelon (il famoso arcivescovo di Cambrai e tutore del duca di Borgogna, nipote di Luigi XIV ed erede al trono), il duca di Beauvilliers (governatore del duca di Borgogna), il duca di Chevreuse (genero di Colbert) e il duca di Saint-Simon (riformista nella cerchia del duca di Borgogna e autore di famose memorie storiche). Essi sostennero la creazione di consigli composti da aristocratici che avrebbero assistito il re nell'esercizio del potere di governo.
Alla morte di Luigi XIV, il reggente Filippo d'Orléans, in cerca di sostegno politico, accontentò l'aristocrazia sostituendo i ministri e i segretari di Stato con otto consigli (dichiarazioni del 15 settembre e del 14 dicembre 1715) che erano dominati dall'antica aristocrazia (discendente dai cavalieri medievali, in contrapposizione alla nuova aristocrazia di avvocati e funzionari pubblici recentemente nobilitati). Il Consiglio della Reggenza, presieduto dal reggente, non aveva alcun potere reale. Gli altri consigli condividevano il potere di governo. Erano il Consiglio degli Affari Interni del Regno (Conseil des affaires du dedans du royaume), il Consiglio della Coscienza (Conseil de conscience) per le questioni religiose, il Consiglio della Guerra (Conseil de guerre), il Consiglio della Marina (Conseil de marine), il Consiglio delle Finanze (Conseil de finance), il Consiglio degli Affari Esteri (Conseil des affaires étrangères) e il Consiglio del Commercio (Conseil de commerce) per il commercio interno ed estero nonché per le fabbriche reali (manifatture). Ogni consiglio aveva dieci membri ed eleggeva un presidente.
Sebbene il reggente Filippo d'Orléans fosse stato abbastanza cauto da ammettere tutti i ministri dell'ultimo governo di Luigi XIV (tranne Nicolas Desmarets, controllore generale, cioè ministro delle finanze, destituito dal reggente), così come molti alti ufficiali e funzionari di Luigi XIV, a sedere nei consigli accanto agli aristocratici, questo sistema di governo funzionò male a causa dell'assenteismo e dell'inettitudine degli aristocratici, nonché a causa dei conflitti di personalità.
Di conseguenza, tra il 1718 e il 1723 il reggente abolì progressivamente i consigli, nonostante l'appassionata difesa dell'abate de Saint-Pierre (Discours sur la polysynodie, 1718), e ripristinò le cariche di ministro e di segretario di Stato, tornando al "dispotismo ministeriale" di Luigi XIV.